# Ruta 17 (Uruguay)
La ruta 17 es una de las rutas nacionales de Uruguay. Su recorrido se desarrolla completamente dentro del territorio del departamento de Treinta y Tres.

## Designaciones
A través de la ley 16453 del 17 de diciembre de 1993, se designó al tramo de esta carretera comprendido entre la ruta 18 y la localidad de General Enrique Martínez con el nombre de Padre Vicente Monteleone.

## Recorrido y características
Esta carretera tiene una longitud total de 61 km, comenzando su recorrido en la zona norte de la ciudad de Treinta y Tres, en su empalme con la ruta 8, atraviesa el departamento de Treinta y Tres en sentido oeste-este, finalizando su recorrido en la localidad de General Enrique Martínez. El primer tramo comprendido entre las rutas 8 y 18, forma parte del corredor internacional, mientras que el tramo entre ruta 18 y General Enrique Martínez forma parte de la red vial terciaria.